# أوتو زولنر شور
أوتو زولنر شور (بالألمانية: Otto Zöllner Schorr) (و. 1909 – 2007 م) هو عالم نبات، وأستاذ جامعي من ألمانيا . ولد في هاناو .